# Fourmi coupe-feuille
Taxons concernés
Dans deux genres :
- les espèces du genre Atta
- les espèces du genre Acromyrmexmodifier

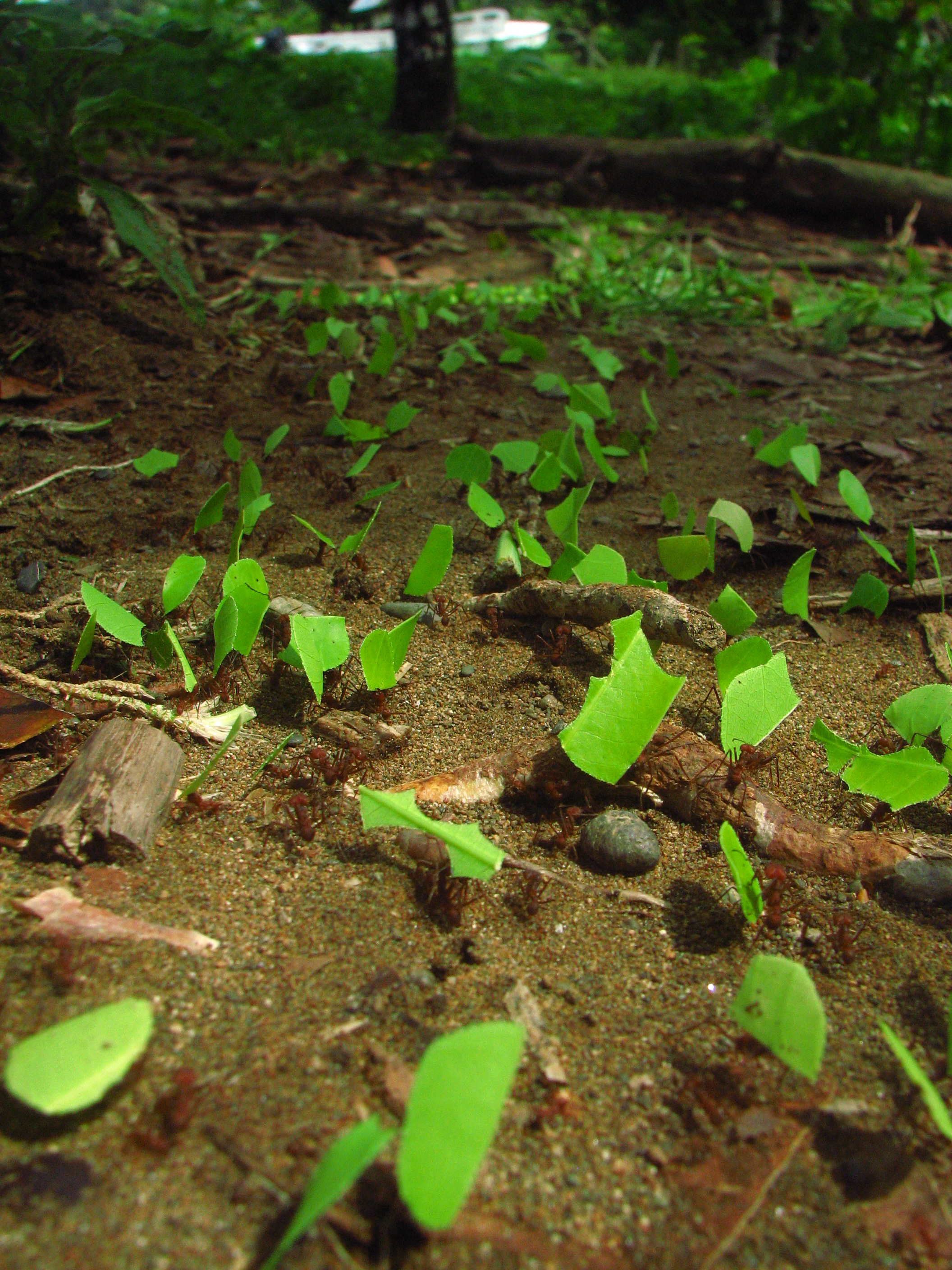
Fourmis Atta colombica transportant des morceaux de feuilles.

Les fourmis coupe-feuille, également appelées fourmis-manioc en Guyane, fourmis champignonnistes ou encore  fourmis parasol, sont des fourmis vivant dans les régions d'Amérique tropicale. Afin de se nourrir, elles ont développé une symbiose avec un champignon (principalement Leucoagaricus gongylophorus, qui, comme d'autres espèces de champignons cultivées par des fourmis, produit des gongylidia, des renflements riches en nutriments dont les fourmis se nourrissent) qu'elles cultivent dans leur fourmilière. Pour cela, les ouvrières collectent des morceaux de feuilles et de fleurs, qui, après avoir été mâchés, vont servir de substrat pour la culture du champignon, dont elles vont ensuite se nourrir.
Les fourmis coupe-feuille sont réparties en deux genres, Atta et Acromyrmex, dans lesquels on dénombre un total de 50 espèces (17 Atta et 33 Acromyrmex). Certaines d'entre elles sont considérées par les humains comme nuisibles, provoquant d'importants dégâts dans les cultures.

## Nid
Un seul nid de l'espèce Atta colombica atteint la taille d'une baignoire et la hauteur d'une cuisse. Il contient des feuilles fraiches et surtout en décomposition, ainsi que des excréments et cadavres de fourmis, et des colonies bactériennes.
Certains nids de fourmis du genre Atta peuvent s'étendre sur une surface de 600 m2 sur 6 m de profondeur. Le diamètre du nid peut excéder les 10 m et la quantité de terre excavée pour sa construction peut atteindre 40 t. Cette activité participe notamment à la redistribution des sols dans l'écosystème. Sans brassage des sols, on estime que seulement 0,1 % des nutriments pénètrent au-delà de 5 cm sous la surface.
La ventilation du nid permet l'évacuation du dioxyde de carbone, du méthane et d'autres gaz qui deviendraient toxiques pour la colonie et ses cultures s'ils s'accumulaient au-delà de certains seuils. L'aération se fait via de nombreuses galeries de ventilation dont les ouvrières gèrent l'ouverture et la fermeture et qui leur permettent d'évacuer les gaz produits par la colonie, mais aussi d'en réguler la température (le champignon qu'elles cultivent ne supportant pas des températures supérieures à une trentaine de degrés Celsius).

## Production de gaz à effet de serre
Une étude ayant analysé les gaz exhalés par vingt-deux buttes correspondant à des nids de fourmis coupe-feuille du sud-ouest du Costa Rica a montré qu'en contexte humide et pauvre en oxygène, les bactéries des colonies produisent des quantités importantes de méthane et d'oxyde nitreux.
On considère que ces fourmis contribuent à accroitre le puits de carbone du sol, bien que le bilan de leurs effets globaux sur le climat soit encore inconnu car la totalité des émissions et des puits liés aux fourmis coupeuses n'est pas encore évaluée. Ces données expliquent cependant pourquoi les études précédentes avaient mesuré des niveaux très variables de méthane et d’oxyde nitreux dans les forêts et régions où ces fourmis construisent leurs nids souterrains.

## Reproduction

### Polyandrie
Bien que la plupart des espèces de fourmis soient généralement monandres, les reines ne s'accouplant alors qu'avec un seul mâle, les reines des genres Atta et Acromyrmex pratiquent la polyandrie et sont donc fécondées par plusieurs mâles. Une hypothèse proposée pour expliquer ce phénomène est que la polyandrie permet une plus grande diversité génétique au sein de la colonie, ce qui pourrait en retour apporter une meilleure résistance aux pathogènes. En effet, chez les fourmis coupe-feuille, la glande métapleurale sécrète une substance antibiotique potentiellement diffusée dans toute la colonie par le biais de toilettages. L'augmentation de la diversité génétique par polyandrie pourrait également faciliter la division du travail et permettre une meilleure adaptation aux contraintes écologiques.

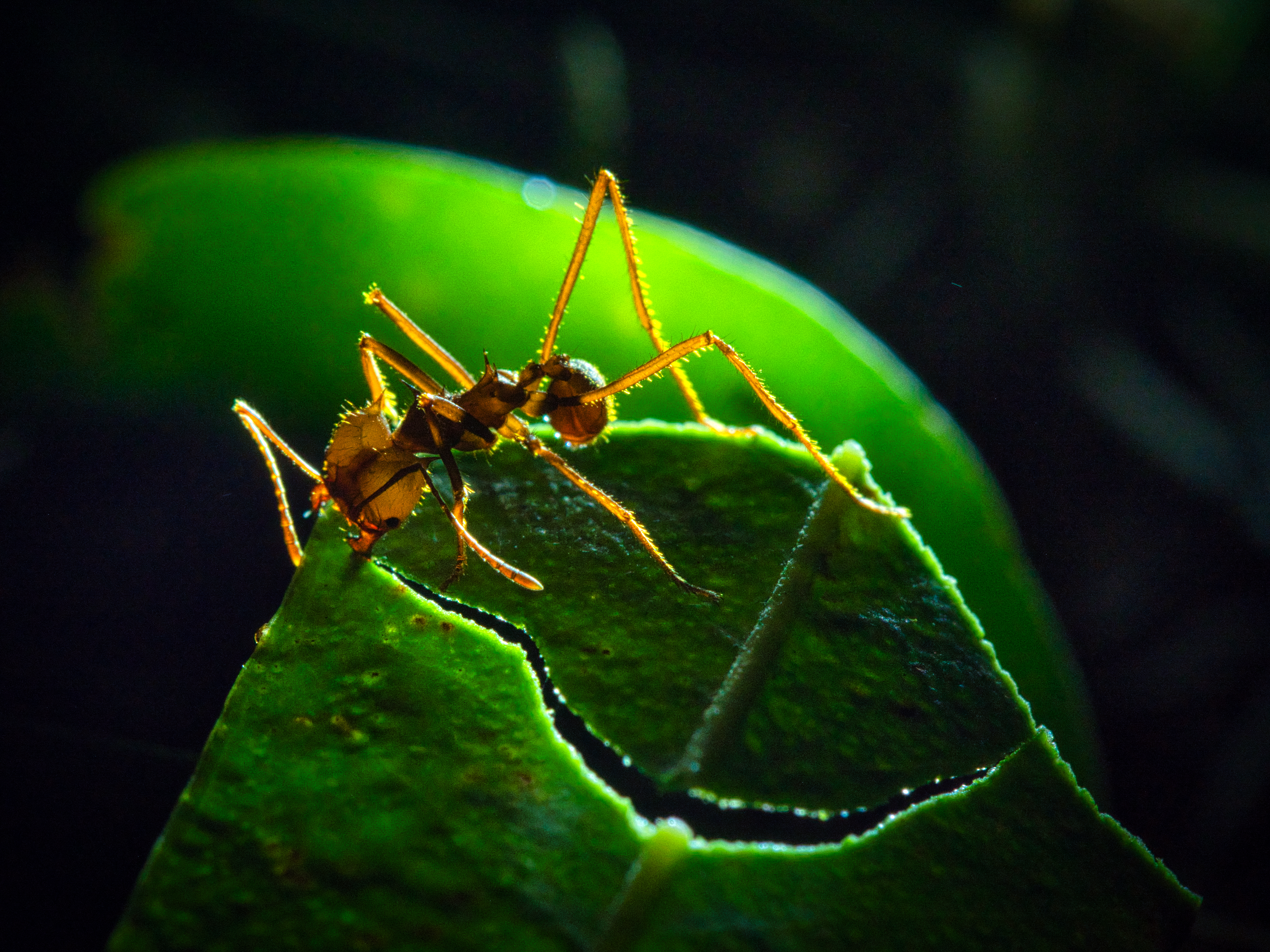
Une fourmi coupe-feuille du genre Atta au Brésil.

## Organe stridulatoire
Comme la plupart des Myrmicinae, les fourmis coupe-feuille possèdent un organe stridulatoire constitué d'un post-pétiole avec un grattoir frottant contre une plaque stridulatoire située sur la partie médio-dorsale antérieure de l'abdomen. Les stridulations émises par les fourmis sont transmises sous forme de vibrations via le substrat, les fourmis étant sourdes mais sensibles aux vibrations, et leur permettent de communiquer à distance. Les stridulations sont utilisées comme signaux de détresse, mais aussi pour le recrutement vers une source de nourriture ou encore en fonction de la qualité des feuilles, permettant ainsi d'établir un ordre de priorités quant à leur découpe.